# Уэр, Кевин
Кевин Дуглас Уэр (англ. Kevin Douglas Ware, род. 3 января 1993 года, Бронкс, Нью-Йорк, США) — американский профессиональный баскетболист. На университетском уровне выступал за команды Луисвиллского университета «Луисвилл Кардиналс» и университета штата Джорджия «Джорджия Стэйт Пантерс». Чемпион NCAA в составе «Кардиналс». Получил известность, сломав большеберцовую кость из-за неудачного приземления во время баскетбольного матча, когда в 1/4 финала турнира NCAA он пытался заблокировать трёхочковый бросок игрока «Дьюк Блю Девилз» Тайлера Тортона.

## Выступления за университетские команды
В своём дебютном сезоне в университете Уэр практически не получал игрового времени. Лишь в следующем сезоне он стал всё чаще выходить на площадку, периодически заменяя стартовых защитников Пейтона Сильву или Расса Смита. Кроме того, у Кевина были проблемы с дисциплиной, из-за чего тренер «Кардиналс» Рик Питино даже отстранял его на один матч. Однако, вернувшись, он продолжил показывать хорошую игру и всё больше времен проводил на игровой площадке. В турнире NCAA он в матче против «Колорадо Стэйт» сумел установить личный рекорд по количеству передач (5), а уже в следующей против «Орегона» по количеству набранных очков (11).

### Травма
31 марта 2013 года во время первой половины матча 1/4 финала турнира NCAA против «Дьюк Блю Девилз», Уэр, пытаясь заблокировать трёхочковый бросок Тайлера Торнтона, неудачно приземлился и сломал ногу. Перелом был настолько сильным, что кость на несколько сантиметров торчала из его ноги. Все собравшиеся в зале как игроки и тренеры, так и болельщики были шокированы этим зрелищем, однако Уэр продолжал повторять: «Я в порядке, просто выиграйте матч!». Игрока вынесли на край площадки, а вскоре унесли на носилках и доставили в Indiana University Health Methodist Hospital. Там ему провели двухчасовую операцию, во время которой вставили стержень в его голень. Его же команда одержала уверенную победу над своим соперником со счётом 85:63. После матча нападающий Луисвилла Чейн Бихенан надел майку Уэра, чтобы продемонстрировать свою поддержку своему товарищу по команде.
Многие баскетболисты НБА, такие как Леброн Джеймс, Кармело Энтони и Кевин Дюрант, написали слова поддержки молодому баскетболисту в Twitter. Бывший квотербек НФЛ Джо Тисмэн и раннинбек «Луисвилл Кардиналс» Майкл Буш, которые также проходили через подобную травму, позвонили Кевину, чтобы подбодрить его. Оставшиеся матчи турнира Уэр провёл на скамейке запасных рядом со своей командой, которая, в итоге, стала победителем турнира NCAA.

### После травмы
Уэр вернулся на паркет во время товарищеского матча перед сезоном 2013/14. Во время его выхода и после первого удачного броска болельщики стоя аплодировали молодому игроку. Всего же в своей дебютной игре он набрал шесть очков и сделал четыре подбора. Всего же в сезоне он отыграл девять игр и планировал остаться ещё на один год в команде, однако позже решил перевестись.
12 апреля 2014 года Уэр официально перевёлся в университет штата Джорджия, где получил право выступать ещё два года за баскетбольную команду. Со своей новой командой он в 2015 году стал победителем турнира конференции Sun Belt, а сам завоевал титул самого ценного игрока турнира. Благодаря победе в турнире «Пантерс» получили право выступать в турнире NCAA, где во втором раунде одержали победу над 3 номером региона «Бэйлор Беарз».

## Профессиональная карьера
Уэр выставлял свою кандидатуру на драфт НБА 2016 года, однако не был выбран ни одной командой. Не сумев попасть ни в один из клубов НБА, Кевин решил поехать за океан, подписав контракт с финским клубом «Каухайоки Карху». 30 июля 2017 года он присоединился к греческому клубу «Фарос». 29 августа 2018 года Уэр подписал контракт с канадским клубом «Лондон Лайтнинг».